# Rachel Stone – Mindent vagy semmit
A Rachel Stone – Mindent vagy semmit (eredeti cím: Heart of Stone) 2023-ban bemutatott amerikai akciófilm, amelyet Tom Harper rendezett Greg Rucka és Allison Schroeder forgatókönyve alapján.  A főbb szerepekben Gal Gadot, Jamie Dornan, Alia Bhatt, Sophie Okonedo és Matthias Schweighöfer látható.
Amerikában és Magyarországon 2023. augusztus 11-én mutatták be a Netflixen.

## Cselekmény
Az olasz Alpokban, egy síparadicsomban az MI6 ügynökei, Parker, Yang és Bailey, Rachel Stone technikus támogatásával, azt a feladatot kapják, hogy kiszabadítsák Mulvaneyt, egy fegyverkereskedőt, aki ott szerencsejátékot játszik egy amerikai haditengerészeti SEAL-hadműveletben, amelyet valahogy élőben közvetítenek. Amikor Yangot rajtakapják, amint Mulvaneyt próbálja elaltatni, tűzharc tör ki. Parkernek sikerül Mulvaneyt egy drótkötélpályára menekítenie, míg a csapat lefelé tart a hegyről, hogy szembeszálljon Mulvaney biztonsági embereivel.
Stone sérülést színlel, hogy hátramaradjon, és kapcsolatba lépjen egy Jack nevű titokzatos ügynökkel, aki valószínűsíthető információkkal látja el őt arról, hogyan lehet biztonságosan lejutni a hegyről, és semlegesíteni az érkező biztonságiakat. Sikerül elkerülnie a kapcsolatot a csapatával, akik nem veszik észre, hogy beépült; Mulvaney kiszabadítása közben látszólag ciánt vesz be, hogy öngyilkos legyen.
Londonban Stone-t megdorgálja a felettese, Nomad, amiért kockáztatta az álcáját. Az Alpokban látott hacker jelenléte miatt Stone felfedezi, hogy ő Keya Dhawan, egy árva, aki indiai bűnszövetkezetekkel áll kapcsolatban. Stone szervezete, a "Charta" (amelyről Bailey sejti, hogy létezik) kiszivárogtatja az MI6-nak Keya tartózkodási helyét, és elküldi őket, hogy kövessék őt, miközben Stone még mindig álcázva van. Megérkezésükkor egy csapat zsoldos támad rájuk. Jack megparancsolja Stone-nak, hogy evakuáljon, de ő megtagadja, és visszamegy, hogy megmentse a csapatot, az álcája rovására. Miután elmenekülnek, Stone elárulja, hogy ő egy Charter ügynök.
Parker meggyilkolja Yangot és Bailey-t, és leleplezi magát, mint Keya-val együttműködő kettős ügynök. Bevallja, hogy titokban megölte Mulvaney-t, a Charta küldetéseinek irányítására használt kvantumszámítógép megtalálására irányuló küldetése részeként. Parker méreggel bénítja meg Stone-t, mielőtt egy olyan eszközt ültetne belé, amely trójai falóként működik a Charta rendszereibe való beszivárgás érdekében. Amikor Stone-t a Charter főhadiszállására viszik, az eszköz elkezdi feltörni a biztonsági rendszert. Stone kivágja az eszközt, de a hackerek megtudják és Nomad felfüggeszti Stone-t.
Nomad találkozik a Charta másik 3 "királyával", akik felfedik, hogy Parker egy MI6-ügynök volt, akit szándékosan hagytak meghalni egy 8 évvel ezelőtti, a Charta által elszúrt csecsenföldi akció során. Miután a hackerekből megtudták, hogy a "Szív" parancsnoki rendszere egy Afrika feletti léghajón található, Parker és Keya a hajóhoz repülnek. Stone elfogja őket, de nem tudja megakadályozni, hogy elfoglalják a Szívet és elpusztítsák a hajót. Elvágja a helikopterükhöz vezető kötéllétrát, és ő és Keya ejtőernyővel a sivatagba zuhannak.
Keya tájékoztatja Stone-t, hogy biometrikusan titkosította a Szívet, és nélküle használhatatlan. Egy dzsip felveszi Stone-t és Keya-t, és egy faluba viszi őket, amiről kiderül, hogy Parker csapdája. Keyát elfogják, Stone pedig megszökik, végül egy másik Charter-ügynök menti meg. Stone Izlandra megy, ahol Parker egy egyetemi szuperszámítógépet használ a Szív kiaknázására.
Parker a Szívvel megöli a másik 3 Charta-királyt és több ügynököt, valamint csapdába ejti a Charta-t a bunkerükben, ahol nincs levegőellátás; Keya kiábrándul belőle, mivel csak anyagi haszonszerzésre akarta használni a Szívet. Segít Stone-nak elkerülni egy csali helyszínre állított robbanást, és átirányítja Parkerhez és a Szív valódi helyére. Parker rájön, hogy Keya elárulta őt, és megpróbálja rákényszeríteni, hogy oldja fel a Szív titkosítását. Stone időben érkezik, hogy megmentse őt, és sikerül megölnie Parkert. Keya a Szívvel visszaállítja a bunker oxigénellátását, és visszaadja azt a Charternek.
Négy héttel később Stone meglátogatja Keyát a börtönben, és munkát ajánl neki a Chartánál. Ezután újabb küldetésre indulnak Stone, Jack és Keya.

## Szereplők
| Szerep       | Színész               | Magyar hang        |
| ------------ | --------------------- | ------------------ |
| Rachel Stone | Gal Gadot             | Horváth Lili       |
| Parker       | Jamie Dornan          | Szatory Dávid      |
| Nomad        | Sophie Okonedo        | Kocsis Mariann     |
| Kőr bubi     | Matthias Schweighöfer | Molnár Levente     |
| Bailey       | Paul Ready            | Szatmári Attila    |
| Yang         | Jing Lusi             | Solecki Janka      |
| Treff király | BD Wong               |                    |
| Keya Dhawan  | Alia Bhatt            | Mikecz Estilla     |
| Ivo          | Archie Madekwe        | Ember Márk         |
| Mulvaney     | Enzo Cilenti          | Megyeri János      |
| Káró király  | Glenn Close           | Menszátor Magdolna |

### Magyar változat
- Magyar szöveg: Petőcz István
- Hangmérnök és vágó: Wünsch Attila
- Gyártásvezető: Vigvári Ágnes
- Szinkronrendező: Szalay Csongor
- Produkciós vezető: Fekete Márk

A szinkront a Direct Dub Studios készítette el.

## A film készítése
2020 decemberében jelentették be, hogy Gal Gadot leszerződött a film főszerepére, amely a tervek szerint a Mission: Impossible-filmsorozathoz hasonló franchise kezdete lesz. Tom Harperrel folytattak tárgyalásokat a rendezésről. 2021 januárjában Harper megerősítette, hogy a Netflix megvásárolta a film forgalmazási jogait. A forgatókönyvet Allison Schroeder írta. 150 millió dolláros gyártási költségvetéssel a Netflix egyik legdrágább filmje lett.
A forgatás 2022. január 26-án kezdődött Senalesban, majd 2022. március 8-án folytatódott Londonban. A forgatás második üteme a következő hónapban Reykjavíkban került sor. A negyedik ütem Lisszabonban volt. A film készítése 2022. július 28-án fejeződött be.